# Chutes de la Tugela
Les chutes de la Tugela, en anglais Tugela Falls, parfois orthographié Thukela, sont les plus hautes chutes d'eau d'Afrique et les deuxièmes du monde avec une hauteur totale de 948 mètres.

## Histoire
Les chutes de la Tugela sont protégées par les autorités du pays depuis 1916.
En 2016, un groupe de géomètres tchèques mesure la hauteur des chutes de la Tugela avec une méthode géodésique et affirme que les chutes de la Tugela sont en fait les plus hautes du monde avec 983 mètres de hauteur, soit quatre mètres de plus que le Salto Ángel au Venezuela.

## Description
Les chutes de la Tugela sont situées dans le Drakensberg, en Afrique du Sud. Elles sont alimentées par le fleuve Tugela, qui affiche des risques d'assèchement à différents moments de l'année et qui prend sa source cinq kilomètres en amont, dans le massif de Mont-aux-Sources. Les chutes de la Tugela plongent depuis la spectaculaire falaise de l'Amphithéâtre.
Le nom Tugela signifie "surprise" ou "soudain" en zoulou,. Des bergers Basothos fréquentent toujours les alentours des chutes.
Les eaux des chutes approvisionnent en aval la ville de Johannesbourg.

## Incidents
En décembre 2014, le corps d'un randonneur est retrouvé dans les falaises des chutes. En septembre 2019, la propriétaire de l'entreprise Tugela Falls tours qui organise des visites des chutes d'eau, Eunice Ngcobo, est assassinée.